# 가메가와정
가메가와정 (가메가와마치)(亀川町)은 오이타현 하야미군에 있던 정이다. 현재의 벳푸시의 일부에 해당한다.

## 역사
- 1889년 4월 1일 - 정촌제 시행에 의해 하야미군 가메가와촌이 성립하였다.
- 1901년 10월 15일 - 정으로 승격해 가메가와정이 되었다.
- 1935년 9월 4일 - 벳푸시에 편입해, 동일 가메가와정은 폐지되었다.

## 교통

### 철도
- 철도성
  - 닛포 본선

## 참고문헌
- 角川日本地名大辞典 44 大分県
- 『市町村名変遷辞典』東京堂出版、1990年。